# Vol Scandinavian Airlines System 901
Le 28 février 1984, le vol Scandinavian Airlines System 901, un vol international régulier opéré par un McDonnell Douglas DC-10 de la compagnie aérienne scandinave Scandinavian Airlines System (SAS), a subi une sortie de piste lors de l'atterrissage à l'aéroport international de New York - John-F.-Kennedy. Ce vol a décollé de l'aéroport de Stockholm-Arlanda, en Suède, et a effectué une escale à l'aéroport d'Oslo-Gardermoen, en Norvège. Les 177 passagers et membres d'équipage à bord ont survécu, même si 12 d'entre eux ont été blessés.

## Avion
L'appareil impliqué était un McDonnell Douglas DC-10-30, immatriculé LN-RKB (numéro de série 46871/219), nommé « Haakon Viking », et a effectué son vol d'éssai en 1975. Ce triréacteur long-courrier était équipé de trois turboréacteurs de type General Electric CF6-50C ; il est entré en service commercial chez SAS en janvier 1976.

## Enquête
Le Conseil national de la sécurité des transports (NTSB) a enquêté sur l'accident du vol 901. Les enquêteurs ont d'abord pensé qu'une cause probable de l'accident pouvait être l'aquaplanage, étant donné les mauvaises conditions météorologiques lors de l'atterrissage, mais cela a ensuite été exclu lorsque les enquêteurs ont inspecté la piste et ont constaté que les rainures de la piste étaient en bon état et qu'il n'y avait aucun rapport récent concernant d'autre cas d'aquaplanage sur cette piste. 
Le NTSB a découvert, grâce à des témoins oculaires au sol, que la tour de contrôle de l'aéroport ne pouvait pas voir l'avion arriver en raison de la faible visibilité. Cependant, ces témoins, ainsi que les passagers à bord du vol 901, ont signalé que l'avion avait parcouru une distance inhabituellement longue avant d'atterrir sur la piste. 

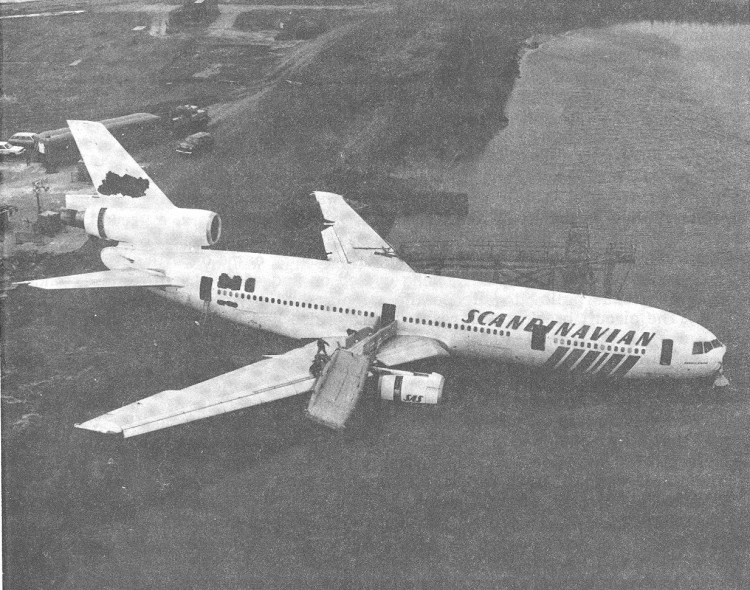
L'appareil accidenté, après la sortie de piste du vol.

Selon les données des enregistreurs de vol, la vitesse de l'appareil lors de l'approche était inhabituellement élevée (205 nœuds, soit 379 km/h). Il s'avère également que le commandant de bord surveillait uniquement la vitesse anémométrique, et non la vitesse sol affichée sur les instruments de bord. Pour éviter de heurter le système du balisage d'approche, ils ont fait dévier le DC-10 de la piste 04R à l'aide de la gouverne de direction. L'avion s'est finalement immobilisé dans des eaux peu profonde, à 200 m de la piste 04R.
Les enquêteurs du NTSB ont découvert que le commandant de bord comptait sur l'automanette de l'avion, croyant qu'elle diminuerait automatiquement la puissance des réacteurs. Ils ont également découvert que le système de contrôle de l'automanette avait mal fonctionné lors de plusieurs vols précédents. Ils pensent que pendant l'approche, l'automanette du DC-10 a connu un dysfonctionnement au niveau du système de contrôle de la vitesse, entraînant l'augmentation de celle-ci avant l'atterrissage. 
Dans le rapport final du NTSB, la cause probable de l'accident du vol SAS 901 indique que le non-respect, par l'équipage, des procédures prescrites pour la surveillance et le contrôle de la vitesse pendant les phases finales de l'approche et la décision de poursuivre l'atterrissage plutôt que de exécuter une approche interrompue, et une dépendance excessive à l'égard de l'automanette de l'avion, qui avait des antécédents récents concernant des dysfonctionnements similaires.

## Conséquences
Le NTSB a émis deux recommandations de sécurité à la Federal Aviation Administration (FAA) le 16 novembre 1984, un jour après la publication du rapport final. 
La première de ces recommandation (A-84-123) consiste à appliquer les résultats des programmes de recherche comportementale et des enquêtes sur les accidents/incidents concernant la dégradation des performances des pilotes à la suite de l'automatisation du poste de pilotage, pour modifier les programmes de formation des pilotes et les procédures standards de vol, afin de tirer pleinement parti des avantages en matière de sécurité de la technologie embarquée à bord des avions.
La seconde (A-84-124) consiste à ordonner aux inspecteurs des opérations de vol des compagnies aériennes d'examiner les procédures d'annonce de vitesse et, si nécessaire, d'exiger que ces procédures précisent les écarts de vitesse réels (par accroissement appropriés, c'est-à-dire +10, +20, -10, -20, etc.) à partir des vitesses de référence calculées avant le décollage.

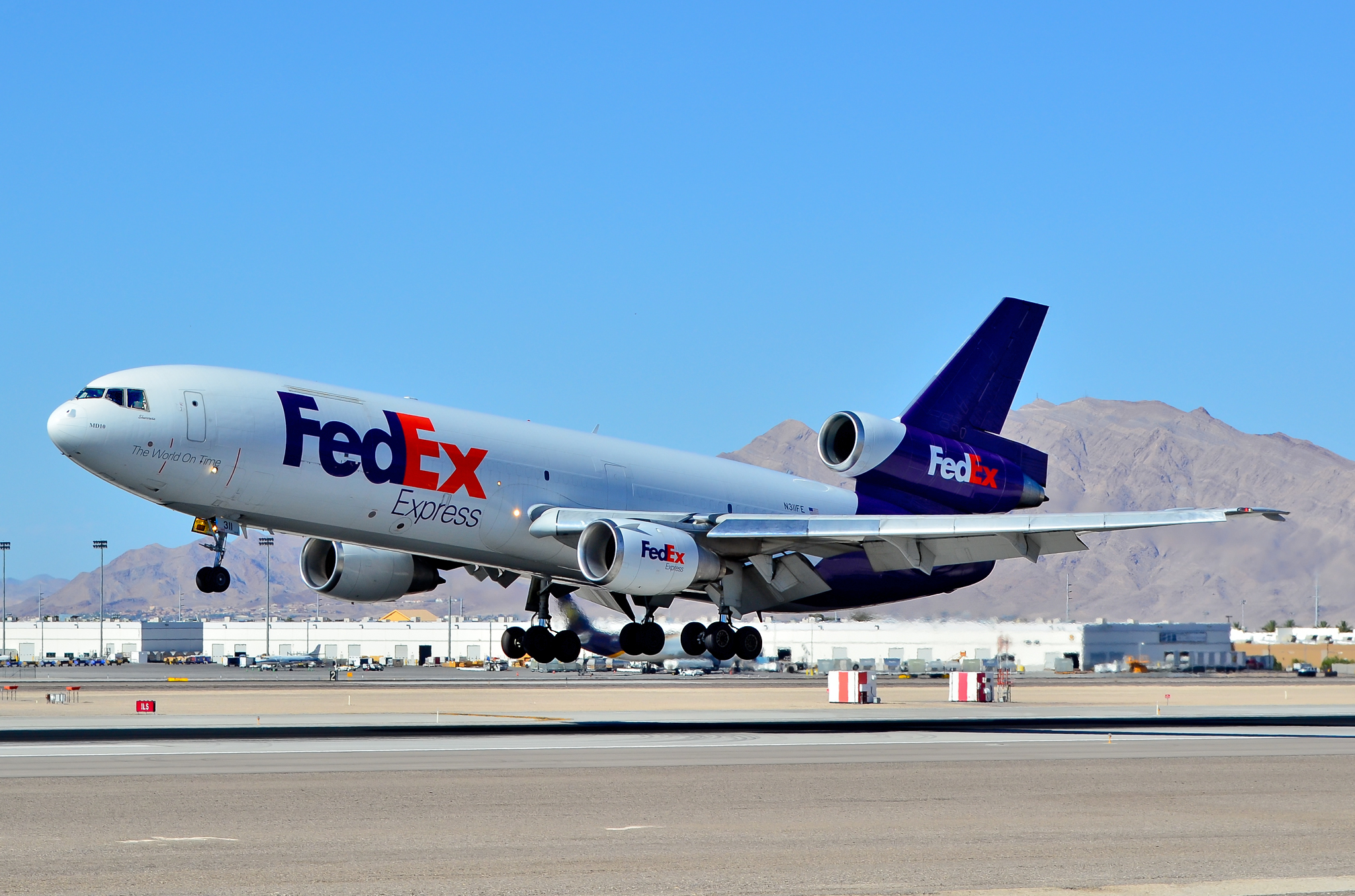
Le DC-10 impliqué dans l'accident, désormais en service auprès de FedEx (immatriculation N311FE), ici photographié en juin 2014

Après l'accident, les mécaniciens ont constaté que le DC-10 assurant le vol 901 avait subi des dommages importants, mais il a ensuite été réparé et remis en service, jusqu'à ce qu'il soit racheté par FedEx en 1985, réenregistré avec comme immatriculation N311FE, et converti en avion cargo. Il a été retiré du service et stocké en 2012 ; puis en 2013, il a été remis en service. L'avion a continué d'opérer pour FedEx, avant d'être définitivement retiré du service le 31 décembre 2022.